# Kęstutis (nome)
Kęstutis  è un nome proprio di persona lituano maschile.

## Varianti in altre lingue
- Lettone: Ķēstutis
- Polacco: Kiejstut

## Origine e diffusione

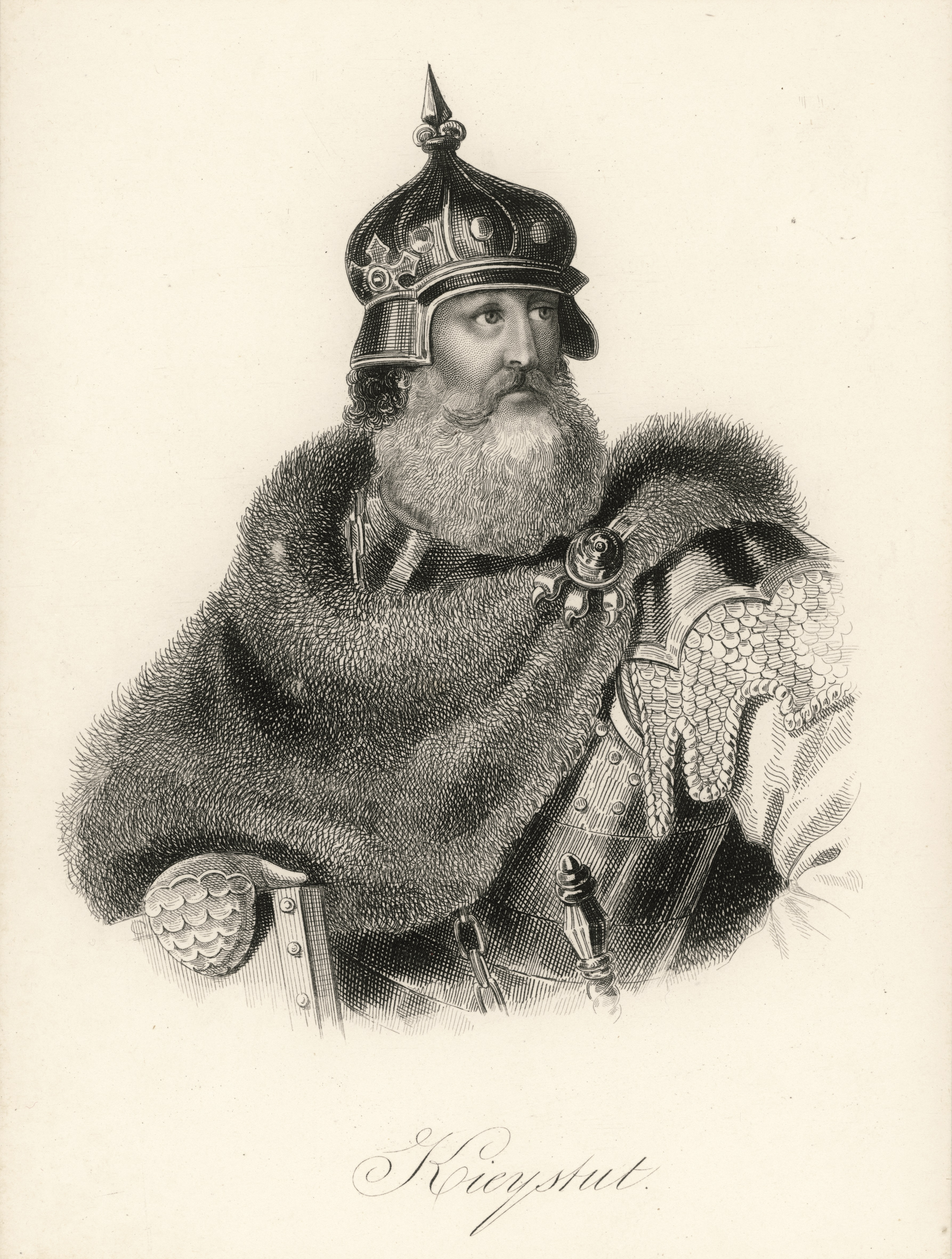
Kęstutis

Riprende il nome di Kęstutis, che governò sul granducato di Lituania nel XIV secolo; etimologicamente, esso è tratto dal verbo lituano kęsti ("sopportare", "resistere"), con l'aggiunta di un suffisso diminutivo.

## Onomastico
L'onomastico può essere festeggiato il 1º novembre, giorno di Ognissanti, non essendovi santi con questo nome che è quindi adespota.

## Persone
- Kęstutis Ivaškevičius, calciatore lituano
- Kęstutis Kasparavičius, scrittore e illustratore lituano
- Kęstutis Kemzūra, cestista e allenatore di pallacanestro lituano
- Kęstutis Marčiulionis, cestista lituano
- Kęstutis Šapka, altista lituano
- Kęstutis Šeštokas, cestista lituano